# Glass Onion: A Knives Out Mystery
Glass Onion: A Knives Out Mystery is een Amerikaanse misdaad-mysteryfilm uit 2022, geschreven en geregisseerd door Rian Johnson. De film is het vervolg op Knives Out uit 2019, waarin Daniel Craig zijn rol als meesterdetective Benoit Blanc opnieuw vertolkt. Glass Onion: A Knives Out Mystery is in kijkuren gemeten, gedurende de eerste tien dagen na release, de op twee na best bekeken Netflix-film begin 2023.

## Verhaal
Tech-miljardair Miles Bron nodigt zijn vijf beste vrienden uit: wetenschapper Lionel Toussaint, gouverneur van Connecticut Claire Debella, modeontwerpster Birdie Jay, Twitch-streamer Duke Cody en Bron's voormalige zakenpartner Cassandra "Andi". Brand, naar zijn Griekse privé-eiland om deel te nemen aan zijn 'moordmysterie'-wedstrijd in zijn landhuis, de Glass Onion. Birdie's assistent Peg en Duke's vriendin Whiskey, evenals de beroemde detective Benoit Blanc, arriveren ook op het eiland. Miles laat Blanc weten dat hij hem geen uitnodiging heeft gestuurd, maar staat Blanc toe te blijven nadat hij suggereert dat Miles mogelijk een moorddoelwit is.
Nadat iedereen bij het landhuis is aangekomen, gelooft Helen (tweelingzus Andi) dat een lid van Bron's vriendengroep Andi heeft vermoord sinds Miles een cocktailservet vond waarop ze Alpha's oprichtingsideeën schreef, wat zijn opvatting van het bedrijf bewijst. Blanc geeft Helen de opdracht om tijdens het weekend Andi na te doen in de Glass Onion om hem te helpen bij het onderzoek. Op het eiland zoekt Helen naar aanwijzingen die kunnen leiden naar Andi's moordenaar en stelt vast dat Lionel, Claire, Birdie en Duke allemaal mogelijke verdachten zijn.

## Rolverdeling
| Acteur               | Personage           |
| -------------------- | ------------------- |
| Daniel Craig         | Benoit Blanc        |
| Edward Norton        | Miles Bron          |
| Janelle Monáe        | Helen en Andi Brand |
| Kathryn Hahn         | Claire Debella      |
| Leslie Odom Jr.      | Lionel Toussaint    |
| Kate Hudson          | Birdie Jay          |
| Dave Bautista        | Duke Cody           |
| Jessica Henwick      | Peg                 |
| Madelyn Cline        | Whiskey             |
| Noah Segan           | Derol               |
| Jackie Hoffman       | Ma                  |
| Dallas Roberts       | Devon Debella       |
| Ethan Hawke          | Efficiënte man      |
| Hugh Grant           | Phillip             |
| Joseph Gordon-Levitt | Hourly Dong (stem)  |

## Productie
Een aantal beroemdheden speelde zichzelf in de film, waaronder Natasha Lyonne, Kareem Abdul-Jabbar, Yo-Yo Ma, Serena Williams, Jake Tapper, Stephen Sondheim en Angela Lansbury. De twee laatstgenoemde stierven beiden voordat Glass Onion: A Knives Out Mystery werd uitgebracht, en de film is aan hen beiden opgedragen.

## Release
De film ging in première op 10 september 2022 op het Internationaal filmfestival van Toronto. Op 23 november 2022 ging de film in de Amerikaanse bioscoop met een beperkte bioscooprelease van een week, met de grootste bioscooprelease ooit voor een Netflix-film en een brutowinst van $ 13,2 miljoen. Netflix bracht de film op 23 december 2022 uit.

## Ontvangst
Op Rotten Tomatoes heeft Glass Onion: A Knives Out Mystery een waarde van 93% en een gemiddelde score van 8,0/10, gebaseerd op 365 recensies. Op Metacritic heeft de film een gemiddelde score van 81/100, gebaseerd op 61 recensies.

## Prijzen en nominaties
De belangrijkste:
| Jaar | Prijs                    | Categorie                                     | Genomineerde(n)                            | Uitslag     |
| ---- | ------------------------ | --------------------------------------------- | ------------------------------------------ | ----------- |
| 2022 | National Board of Review | Top Ten Films                                 | Top Ten Films                              | Gewonnen    |
| 2022 | National Board of Review | Beste vrouwelijke bijrol                      | Janelle Monáe                              | Gewonnen    |
| 2023 | Golden Globes            | Beste komische of muzikale film               | Beste komische of muzikale film            | Genomineerd |
| 2023 | Golden Globes            | Beste acteur in een komische of muzikale film | Daniel Craig                               | Genomineerd |
| 2023 | Critics' Choice Awards   | Beste film                                    | Beste film                                 | Genomineerd |
| 2023 | Critics' Choice Awards   | Beste vrouwelijke bijrol                      | Janelle Monáe                              | Genomineerd |
| 2023 | Critics' Choice Awards   | Beste acteerensemble                          | Beste acteerensemble                       | Gewonnen    |
| 2023 | Critics' Choice Awards   | Beste bewerkte scenario                       | Rian Johnson                               | Genomineerd |
| 2023 | Critics' Choice Awards   | Beste komedie                                 | Beste komedie                              | Gewonnen    |
| 2023 | Critics' Choice Awards   | Beste kostuumontwerp                          | Jenny Eagan                                | Genomineerd |
| 2023 | Satellite Awards         | Beste komische of muzikale film               | Beste komische of muzikale film            | Genomineerd |
| 2023 | Satellite Awards         | Beste acteur in een komische of muzikale film | Daniel Craig                               | Genomineerd |
| 2023 | Satellite Awards         | Beste actrice in een komisch of muzikale film | Janelle Monáe                              | Genomineerd |
| 2023 | Satellite Awards         | Beste bewerkt script                          | Rian Johnson                               | Genomineerd |
| 2023 | Satellite Awards         | Beste cast (of beste ensemble) in een film    | Beste cast (of beste ensemble) in een film | Gewonnen    |
| 2023 | Academy Awards (Oscars)  | Beste bewerkte scenario                       | Rian Johnson                               | Genomineerd |